# Khmer Issarak

Fahne der Khmer Issarak

Khmer Issarak (Khmer: ខ្មែរឥស្សរៈ „Freie Khmer“ oder „Unabhängige Khmer“) ist die Bezeichnung einer politischen Bewegung und Guerillagruppe in Französisch-Indochina, die die nationale Eigenständigkeit Kambodschas von der französischen Kolonialherrschaft zum Ziel hatte. Die Bewegung wurde während des Zweiten Weltkriegs von kambodschanischen Nationalisten mit Unterstützung Thailands gegründet. Im Laufe des Indochinakriegs erfolgte unter Regie der Việt Minh der Aufbau einer kommunistisch orientierten Guerillabewegung nach vietnamesischem Vorbild.

## Geschichte
In Thailand versuchten führende Politiker eine Unabhängigkeitsbewegung unter den Khmer in Französisch-Indochina zu installieren, unter anderem um die eigenen Expansionswünsche bezüglich der unter französischer Herrschaft stehenden kambodschanischen Provinzen Battambang und Siem Reap zu unterstützen. 1940 gründete der nationalistische kambodschanische Mönch Phiset Phanit mit Unterstützung der Thai die Kambodschanische Unabhängigkeitspartei (Phak Khmer Issarak). Nachdem die Franzosen nach dem Ende des Zweiten Weltkriegs ihre Kontrolle über Indochina wiederhergestellt hatten, wurde eine Amnestie gegenüber den Issarak ausgesprochen, welche zwar nicht von der Führung, aber von zahlreichen Kadern genutzt wurde.
Ab 1948 begann die Kommunistische Partei Indochinas mit dem Aufbau einer provietnamesischen Guerillaorganisation. Federführend war der vietnamesische Parteikader Nguyen Thanh Son. Im März 1950 versammelten sich in Ha Tien in Vietnam führende Personen der Issarak-Bewegung und gründeten eine Kambodschanische Widerstandsregierung. 1951 erfolgte die Gründung einer an die Việt Minh angelehnten Revolutionären Volkspartei der Khmer unter Führung von Sơn Ngọc Minh.
An der Indochinakonferenz 1954 nahmen die Khmer Issarak nicht teil, da Frankreich deren Teilnahme abgelehnt hatte. Nach dem Ende des Indochinakriegs und der Unabhängigkeit Kambodschas erhielt die von den Khmer Issarak geführte legale Partei Pracheachon (Volkspartei) bei den Wahlen 1955 rund 4 % der Stimmen.